# Мамлюцький бейлікат Єгипту
Мамлюцький бейлікат Єгипту — система управління в Єгипетському еялеті Османської імперії, що установилася 1711 року, набула розвитку в 1740-х роках. Ліквідовано внаслідок французького вторгнення 1798 року.

## Історія
З кінця XVII ст. вібувається ослаблення влади османських намісників (бейлербеїв) в Єгипті. Значний вплив набувають аги (очільники) оджаків (корпусів) яничарів, абазів, чаушів і мутаффарика. Водночас посилилолся протистояння між мамлюцькими кланами (бейтами) аль-Факарія (Фікарія) та аль-Касимійя.
1711 року, розвиваючи традицію Кучук-Мехмеда, аги яничар, щонабув першості після белейрбея у 1690-х роках, новий яничарський ага Іфрандж Ахмед за підтримки клану аль-Факарія спробував встановити владу в еялеті. Це спричинило внутрішнє протистояння, що переросло у відкриту війну. В результаті Іфрандж Ахмед і Факарія зазнали поразки. Вплив аги яничар і абазів було зменшено, реальну владу отримали катхюда (заступники аги) в оджаках. Разом з тим повалено бейлербея Халіл-пашу загонами клану аль-Касимія. Його очільник Ібрагім-бей Абу Шанаб самостійно прийняв посаду каймакама (заступника бейлербея). В результаті уся цивільна влада перейшла до мамлюків та їх союзників абазів і чаушів.
Спроби наступних бейлербеїв відновити владу зіткнулися з протидією мамлюків та оджаків, які також виявилися розколотими, але переважно підтримували мамлюцьких беїв. У 1725 року Мухаммад-бей зміцнився в еялеті настільки, що прийняв титул шейх аль-балад (голова держави). З цього часу вага бейлербеїв стає дедалі більш номінальною. Але власне бейлікат продовжувало ослаблювати протистояння між кланами аль-Факарія і аль-Касимія.
У 1736 році бейлербей Абу-Бакр-паша зумів відновити владу османського султану в Єгипті. Бейлікат зберігся, але виявився підпорядкованим бейлербею. Втім 1739 році після відкликання Абу-Бакра до Стамбулу, беї мамлюків відновили свою владу. До 1748 року було знищено клан аль-Факарія, а потуга бейлікату зросла настільки, що шейх аль-балад лише номінально визнавав османського султана.
Посилення бейлікату призвело до того, що його очільник Алі-бей 1770 року оголосив про незалежність Єгипту. Проте внутрішні розбіжності призвели 1773 року до повернення статус-кво. Разом з тим влада шей аль-балада протягом 12 років зберігалася абсолютною в еялеті. Саме в цей період відбуваються податкові та економічні реформи, зокрема розширення товарності сільського господарства, переорієнтація його на виробництво експортних культур і збільшення приватного сектора в землеволодінні. Громада сирійських християн зайняла ключові пости в митній службі, що сприятливо позначилося на розвитку європейської торгівлі в Єгипті. Активізували свою діяльність копти, використовуючи можливості соціальної мобільності, які їм надав шейх аль-балад.
1786 році османські війська зуміли відновити владу султана, суттєво обмеживши можливості бейлікату. Але 1791 року мамлюки знову поновили свою владу. Вона зберігалася до 1798 року, коли французький генерал Наполеон Бонапарт не вдерся до Єгипту. Поразки армії мамлюків призвели до французької окупації та падіння бейлікату.

## Наслідки
1801 року після виведення французьких військ з Єгипту Ібрагім-бей III здійснив спробу відновити систему бейлікату. Проте на це час ситуація змінилася: мамлюки виявилися ослабленими, з'явилася нова потуга — албанські загони, на які став спиратися центральний диван в Стамбулі. 1803 року мамлюки спільно з яничарами повалили бейлербея Тахір-пашу, який був головою албанців. Але 1804 року вже Ібрагім-бея III було повалено Мухаммадом Алі, колишнім підлеглим Тахір-паші. 1805 року останній знищив більшість беїв мамлюків, а 1811 року — усіх мамлюків, що не встигли втекти до Судану.

## Устрій
На чолі стояв голова бейлікату, з 1725 року він звався шейх аль-балад. В рідкісним випадках голова бейлікату не мав титулу шейх аль-балад, передаючи його родичеві або союзнику. Шей аль-балад спирався на раду 24 беїв та катхюдів оджаків Єгипту.
Спочатку головами бейлікату були представники клану аль-Касимія. 1726 року головування перебрав клан аль-Факарія. Взаємопоборювання цих кланів призвело до їх ослаблення. 1730 року очолив бейлікат представник клану аль-Каздаглія. Представники цього клану були тісно пов'язані з яничарами. Втім аль-Каздаглія невдовзі розкололася на 3 підклани (так звані «малі будинки») — аль-Гасанія, аль-Сулейманія і Тавлія. до 1770 року владу здобула аль-Сулейманія, що знову стала зватися аль-Каздаглія.
1773 року аль-Каздаглія розпалася на підклани аль-Алавія і аль-Мухаммадія. Представники останньої правили до 1798 року. З 1778 року остаточно скасовано колегіальний принцип, встановлено своєрідний дуумвірат.

## Очільники бейлікату
- Ібрагім-бей I (1711—1717)
- Ісмаїл-бей I (1717—1724)
- Мухаммад-бей I (1724—1726)
- Зу'ль-Факар-бей (1726—1730)
- Осман-бей I (1730—1736)
- Сулейман-бей (1736—1740)
- Ібрагім-бей II (1740—1754)
- Осман-бей II (1754—1756)
- Хусейн-бей (1756—1757)
- Алі-бей (1757—1762), вперше
- Халіл-бей (1762—1764)
- Алі-бей (1764—1773), вдруге
- Мухаммад-бей II (1773—1775)
- Ісмаїл-бей II (1775—1778), вперше
- Ібрагім-бей III (1778—1784), вперше
- Мурад-бей (1784—1785)
- Ібрагім-бей III (1785—1786), вдруге
- Ісмаїл-бей II (1786—1791), вдруге
- Ібрагім-бей III (1791—1798), втретє